# كن كانيكي
كين كانيكي ( في الانكليزي: ken kaneki ) هي الشخصية الرئيسية في سلسلة الأنمي والمانغا غول طوكيو الذي أدى صوته ناتسكي هاناي.

## تطور الشخصية الرئيسية (( كين كانيكي ))
الجزء الاول من المانغا (( توكيو غول // موسم 1-2 ))
تطور الشخصية الرئيسية protagonist ...
حيث اصبح كانيكي منفصم الشخصيات يملك العديد من الشخصيات في جسد واحد ... 
طفل عادي ... يتعرض للضرب من قبل والدته و لم يكن له شيء سوى قرائة الكتب التي تركها خلفه والده بعد وفاته ... و لم يكن له صديق غير هيدي
طالب ثانوي لم يكن له صديق غير هيدي احب فتاة اتضح كونها غول و حاولت قتله ...
بعد المأساة ، العملية التي تم نقل بها اعضاء ريزي الى كانيكي ... لم يكن كانيكي سوى شخص لطيف... بشكل زائد... حيث كان يشعر بالندم حتى بعد وفاه ريزي ... لأن اعضائها نقلت له و ربما كونه السبب في وفاتها ... متجاهلا كونها قد حاولت قتله حيث لم يكن له اي ضغينه لريزي! 
بعد ان استقبله الانتيكو ... مقهى يديره الغيلان ... الوحوش التي كان يخافها عندما كان بشري... و عندما لم يستطع السيطرة على نفسه و حاول اكل صديقه الوحيد ، هيدي ، بدأ يشعر بالندم و يرى نفسه كوحش بتناول لحم البشر ... حيث رأى نفسه كشيء منبوذ ليس في اي من العالمين ... حتى اخبره مالك الانتيكو انه ليس منبوذا ليس في عالم من هذين ، لكنه الشخص الموجود في كلا العالمين ... 
تلائم كانيكي مع البيئة الجديدة... تم اختطاف كانيكي بواسطة موري ، حيث تم تعذيبه هناك بتقطيعه كل يوم ... لكن العذاب لم ينتهي هنا، فبكونه غول هو يستطيع التجدد ... و كان العذاب يستمر يوما بعد يوم و كانيكي غير مدرك لنهاية هذا العذاب الجسدي ... من عدى العذاب النفسي الشديد الذي مر به ... و تغير كانيكي مرة اخرى... حيث اصبحت ريزي هي الخطأ في كل هذا ... و كل شيء يقوم به كانيكي ليس خاطئ بل ما هو خاطئ هو هذا العالم... تغلب كانيكي على المآسي التي حدثت له و ظهر لنا الفريم المعروف " انا... غول " (( في المانغا )) حيث ثبت كانيكي على جهة احد الطرفين و تقبل واقعه ...
الكثير من التطورات التي حدثت بكون كانيكي اكل غيلان " كاكوجا " مما زاد من قوته ، فضلا عن التحولات العظيمة التي مر بها و التي كانت تدل بصلة على المآسي السابقة ، كتحول الحريش " centipede " و هو نتيجة لتاثير النفسي الذي احدثه موري عند وضعه للحريش داخل اذن كانيكي...
الجزء الثاني من المانغا (( توكيو غول:ري // موسم 3-4 ))، ساساكي هايسي ...
او كانيكي بعد فقدان الذاكرة ، و اصبح محقق غيلان مشرف على الكوينكس ، حيث عاش حياته كشخص بلا ماضي له يحاول معرفته ، لكن كون اريما بمثل والده و الكوينكس بمثل ابنائه ... و بمعرفته ان ذكرياته التي قد يتسعيدها قد تغير مجريات الامور السائرة حاليا ، لذلك الان هو حائر بين البقاء جاهلا ليستمر في هذا العالم ...او استعادة ذكرياته تاركا هذا العالم خلفه ...
تجاهل هايسي ذكرياته التي تم حذفها ، لكن طيف كانيكي ما زال يلاحقه في محاوله استعادة الجسد ... اي كانيكي؟ كانيكي الذي قد ترك مآسيه خلفه و اصبح غولا  والذي لم يرد ان يأخذ شخص حياته منه .... و كانيكي الطفل الذي لم يرد ان يتم نسيانه و حذفه من هذا العالم ...
استعادة كانيكي لذاكرته .... و رجوع كانيكي الى السيطرة بشخصية جديدة تشمل جميع الذكريات السابقة " حاصد الارواح الاسود " او " black reaper " بكونه محقق غيلان ... يعرف ما حدث له من ذكريات يعرف جميع الاشخاص منتظراقت المناسب للتحرك ... حدث هذا التحول نتيجه لقتاله مع تسوكياما و البومة ... الغول ذو العين الواحدة ، ابنة مالك الانتيكو .... و تاكاتسكي ... الشخص الذي كتب كل الكتب التي قرأها كانيكي منذ صغره ... 
بعد تحرير كانيكي "حاصد الارواح الاسود " لهينامي من الكوكليا و اضطراره لمحاربة اريما للسماح لأصدقائه من الانتيكو للهرب بسلام ... كان هدفه هو كسب الوقت بمعرفته بموته الوشيك ... فأريما هو الاقوى بالعمل بأكمله ... و الذي اصبح بمثابه والده حينما كان بشخصية هايسي ، لذلك بعد قتال طويل لم يتعب اريما حتى ... توقف اريما معطيا الفرصة لكانيكي ليقتله ... لكن كانيكي رفض ذلك ... مما ادى الى مآساة اخرى ...موت اريما ... انتحارا !
كانيكي مر بالعديد بعد ذلك مسترجعا الشخصية الكاملة التي تخطت كل المآسي السابقا ساعية لعالم افضل حيث يصبح الغيلان مع البشر واحدا... و بعد ايجاده للحب الحقيقي و تزوجه من توكا.... تم مداهمة زفافهما .... و كون كانيكي قريبا للموت بلا اطراف و بلا اي خلايا الطفل الحمراء للتجدد ... تتجمع جميع شخصيات كانيكي حوله مخبرتا اياه ... هل يمكنك ان تعض؟ هل يمكنك ان تزحف؟ استمر بالتقدم.... كالحريش ...
يستخدم كانيكي الكاغوني مقاتلا كل نسخه ...
بعد ان تحول كانيكي الى التحول الاخير له بسبب انفجار خلايا الارسي ( خلايا الطفل الاحمر ) و هو تحول التنين البالغ طوله اكثر من ٢٠ كيلومترا ، مبيدا العديد من الارواح البريئة ... و هذا كله جزء من خطه تاكاتسكي لصنع الشر الاعظم الذي سيوحد البشر و الغيلان للقضاء عليه و هذا ما حدث فعلا .... بعدها و اخيرا ... قد وجد كانيكي السلام ... في الفصل الاخير ... و انجب طفلته المدعاة ب ايشيكا.

## شخصيته
كانيكي كن شخصية هادئة. يحب قراءة الكتب، ذكي وسريع البديهة، كما يبذل جهده كاملاََ لحماية رفاقه.

## أنظر أيضاََ
- طوكيو غول.
- أنمي.
- قائمة شخصيات طوكيو غول